# Elezioni legislative in Francia del 1986
Le elezioni legislative in Francia del 1986 si sono tenute il 16 marzo (turno unico), esse sono state le uniche elezioni legislative, della quinta Repubblica francese, a svolgersi con un sistema proporzionale plurinominale a singolo turno. Esse hanno visto la vittoria della Destra parlamentare, nell'ambito di una coalizione di centro-destra e, poiché il Presidente della Repubblica era il socialista Mitterrand, queste elezioni condussero alla prima coabitazione. Primo ministro fu quindi nominato Jacques Chirac del RPR.

## Risultati
| Liste                                                                | Voti       | %     | Seggi |
| -------------------------------------------------------------------- | ---------- | ----- | ----- |
| Partito Socialista                                                   | 8.693.939  | 31,02 | 206   |
| Raggruppamento per la Repubblica - Unione per la Democrazia Francese | 6.008.612  | 21,44 | 147   |
| Raggruppamento per la Repubblica                                     | 3.143.224  | 11,22 | 76    |
| Partito Comunista Francese                                           | 2.739.925  | 9,78  | 35    |
| Fronte Nazionale - RN                                                | 2.703.442  | 9,65  | 35    |
| Unione per la Democrazia Francese                                    | 2.330.167  | 8,31  | 53    |
| Divers droite                                                        | 1.083.711  | 3,87  | 14    |
| Estrema sinistra                                                     | 430.352    | 1,54  | -     |
| Ecologisti                                                           | 340.109    | 1,21  | -     |
| Divers gauche                                                        | 301.063    | 1,07  | 5     |
| Movimento dei Radicali di Sinistra                                   | 107.769    | 0,38  | 2     |
| Estrema destra                                                       | 57.432     | 0,20  | -     |
| UNG                                                                  | 56.044     | 0,20  | -     |
| Regionalisti                                                         | 28.379     | 0,10  | -     |
| Totale                                                               | 28.024.168 |       | 573   |

## Composizione dei gruppi
All'inaugurazione della legislatura l'Assemblea nazionale era composta come di seguito indicato.
| Gruppo                            | Membri | Apparentati | Totale | Partiti |
| --------------------------------- | ------ | ----------- | ------ | ------- |
| Socialista                        | 196    | 16          | 212    | PS      |
| Raggruppamento per la Repubblica  | 147    | 8           | 155    | RPR     |
| Unione per la Democrazia Francese | 114    | 17          | 131    | UDF     |
| Fronte Nazionale                  | 35     | -           | 35     | FN      |
| Comunista                         | 32     | 3           | 35     | PCF     |
| Non iscritti                      | 9      | -           | 9      | 9       |
| Totale                            | 533    | 44          | 577    |         |